# Liste von Häftlingen des Konzentrationslagers Dachau

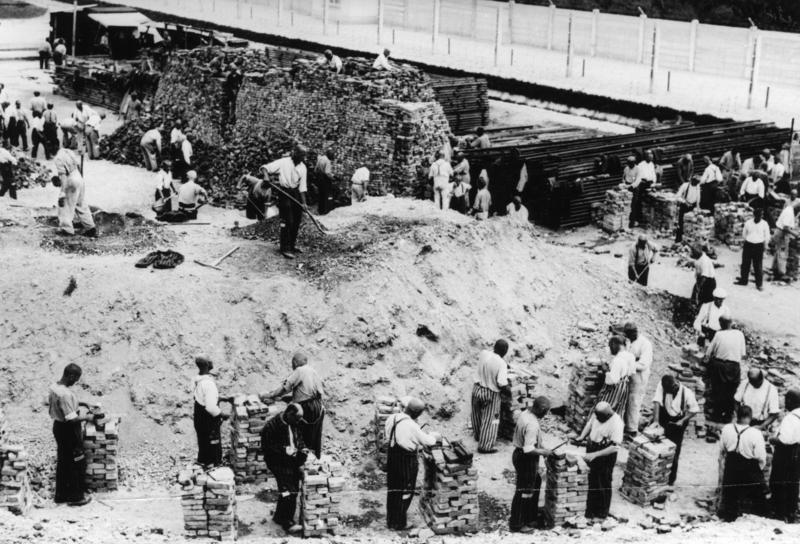
Häftlinge bei der Arbeit (1938)

Die SS inhaftierte über 200.000 Häftlinge im Konzentrationslager Dachau. Sie kamen aus mehr als 30 Staaten. 31.591 verstorbene Häftlinge belegt der Internationale Suchdienst durch Unterlagen. 2000 weitere Opfer gelten als sicher durch den Ausbruch einer Typhusepidemie Anfang 1945 und die folgenden Evakuierungsmärsche.
Unter den Häftlingen waren zahlreiche öffentlich bekannte Personen. Der erste von Österreich am 1. April 1938 geschickte Transport wurde verhöhnend Prominententransport genannt. Die Namen der Prominenten erstreckten sich von kommunalen Politikern über Journalisten, Unternehmer, Offiziere, Juristen bis hin zu Reichstagsabgeordneten aller Parteien. Zahlreiche Verleger von Zeitungen und Zeitschriften finden sich in der Häftlingsliste, ebenso bekannte Schriftsteller, Schauspieler und Künstler. Auch andere medienwirksam einflussreiche Berufe waren betroffen: Musiker, Komponisten, Juristen und Geistliche der verschiedenen Konfessionen.
Das Konzentrationslager Dachau war gegen Ende des Krieges, vor seiner Befreiung, auch eine Art Durchgangslager.

## Funktionshäftlinge
Funktionshäftlinge wurden jene Häftlinge genannt, die von der SS zu Aufsehern, in Baracken oder bei Arbeitseinsätzen, ernannt wurden. Ohne sie hätte die SS das Lager weit weniger effektiv organisieren können. Je nach Gebiet und Arbeitskommando waren ihre Positionen unterschiedlich einflussreich. Immer standen sie in der Hierarchie auf schwieriger Position zwischen den normalen Arbeitshäftlingen und den SS-Befehlsleuten. Einige von ihnen waren:
- Fritz Becher, Blockältester im Pfarrerblock
- František Bláha, Häftlingsarzt, zum Sezieren eingeteilt, Leichenträger
- Heinz Eschen (1909–1938), Kapo des jüdischen Blocks, jugendlicher KPD-Anhänger, starb 1938, nachdem er wegen Einrichtung eines marxistischen Gesprächszirkels mit neun Stunden „Baumhängen“ bestraft worden war.[3]
- Robert Feix, Chemiker, daher Assistent von Rascher (Polygal)
- Hugo Gutmann, Blockältester im Zugangsblock
- Josef Heiden, Kapo im Krankenrevier, 1941 aus KZ-Haft entlassen, Eintritt in Waffen-SS
- Karl Kapp, Lagerältester, Oberkapo bei Kommando Garagenbau
- Christof Ludwig Knoll, Oberkapo auf der Plantage, Blockältester im jüdischen Block
- Max Kolb, Oberpfleger
- Emil Mahl, Kapo im Krematoriumskommando
- Johan Meansarian, Lagerältester
- Oskar Müller, letzter Lagerältester[4]
- Walter Neff, Oberpfleger
- Eugene Ost, Revierschreiber im Krankenrevier[5]
- Rasche, Kapo, Kommando Freiland
- Martin Schaferski, Lagerältester
- Georg Scherer, erster Lagerältester
- Josef Spies, Oberpfleger
- Heinrich Stöhr, Oberpfleger
- Hugo Sturmann, Lagerältester, Blockältester im russischen Block
- Karl Wagner, Lagerältester
- Albert Wernicke
- Ludwig Wörl, leitender Pfleger im Krankenrevier (Röntgenstation)
- Stanislav Zámečník, Pfleger im Krankenrevier
- Karl Zimmermann, Oberkapo im Krankenrevier

## Bürgerliche Politiker
- Lorenz Bauer,[6] Bürgermeister Neubiberg 1929–1933. Bis 1945 inhaftiert und anschließend wieder ins Amt bestellt.
- Leopold Figl, seit 1938, 8. Mai 1943 entlassen
- Heinrich Gleißner
- Alfons Gorbach
- Felix Hurdes
- Alfred Maleta
- Edmond Michelet
- Maximilian Ronge
- Kurt Schuschnigg, österreichischer Regierungschef, auch im KZ Flossenbürg und KZ Sachsenhausen
- Johann Staud, seit 1938, verlegt nach KZ Flossenbürg und 1939 dort gestorben
- Karl Maria Stepan
- Friedl Volgger, Südtiroler Politiker

## Sozialdemokraten
- Willy Aron, Jurist, starb am 19. Mai 1933 nach Misshandlungen im KZ Dachau, eines der ersten dortigen Todesopfer
- Otto Bauknecht, Gewerkschaftsfunktionär, später Polizeipräsident von Köln
- Stefan Billes, österreichischer SPÖ-Politiker
- Léon Blum, französischer sozialistischer Politiker
- Fritz Brüderlein (1886–1945), SPD-Politiker
- Heinrich Bußmann, SPD-Politiker und Widerstand
- Hans Kurt Eisner, Sohn des ermordeten bayerischen Ministerpräsidenten Kurt Eisner
- Edwin Endert, Bürgermeister der Stadt Rodach bis 1948
- Josef Felder, Reichstagsabgeordneter und späterer Bundestagsabgeordneter
- Ernst Heilmann
- Karl Herr, Stadtverordneter in Rodach, Filialleiter des Coburger Volksblattes, vom 30. Juni 1933 bis 14. Dezember 1933 inhaftiert und schwerkrank entlassen. Er verstarb am 12. April 1937 in Rodach.
- Gustav Höhn, Sozialdemokrat in Rodach
- Heinrich Jasper, Jurist, Sozialdemokrat, Landtagsabgeordneter und Ministerpräsident des Freistaats Braunschweig, März 1935–April 1938 in Dachau, in Bergen-Belsen ums Leben gekommen, am 19. Februar 1945 tot aufgefunden
- Wilhelm Kohlmannslehner, Sohn des SPD-Stadtrats Josef Kohlmannslehner in Neustadt an der Aisch, ab 1933
- Hermann Lackner, österreichischer SPÖ-Politiker
- Paul Neurath, 1939 entlassen
- Franz Olah, späterer Innenminister Österreichs, Gefangener von 1939 bis 1945
- Alfred Schmieder, Dresdner Arbeiterfunktionär, 1943 im KZ Dachau ermordet
- Kurt Schumacher, seit Juli 1935, 1939 verlegt nach KZ Flossenbürg und erneut seit 1940, 16. März 1943 schwerkrank entlassen
- Gustav Steinbrecher, SPD-Politiker und ehemaliger braunschweigischer Landesminister, Häftling von Juni 1936 bis September 1939, verlegt ins KZ Mauthausen, dort am 30. Januar 1940 gestorben
- Heinrich Talmon Groß, Gewerkschafter, Gemeinderat und SPD-Mitglied, dort am 20. Februar 1945 gestorben
- Otto Thielemann, Zeitungsredakteur, SPD-Politiker und braunschweigischer Landtagsabgeordneter, Häftling in Dachau seit Juli 1936, dort am 17. März 1938 ermordet
- Thomas Wimmer, SPD, 1944 für sechs Wochen inhaftiert; späterer Oberbürgermeister von München
- Johann Winter, vom 13. Oktober 1938 bis zum 10. November 1941 inhaftiert, danach probeweise entlassen, Funktionär der deutschen sozialdemokratischen Partei in der C.S.R.
- Max Zimmermann, 1945 nach seiner Zuchthaushaft ins KZ deportiert; starb kurz nach der Befreiung

## Kommunisten
- Alfred Andersch, 1933 6 Monate
- Rudi Arndt, KJVD, Jude, in Buchenwald ermordet
- Hans Beimler, vom 25. April 1933 bis zu seiner Flucht am 8./9. Mai 1933
- Heinrich Brenner (1908–1986), KPD, Internationale Brigaden und Résistance, vom 27. Mai 1944 bis zur Befreiung 1945 inhaftiert
- Herbert Cahn, jüdischer Kommunist, gest. 1972
- Emil Carlebach seit 1937, 1938 verlegt ins KZ Buchenwald
- Eduard Eger, KJVD, 1913 in Bamberg geboren, Elektromonteur, im Widerstand, Internationale Brigaden Spanien, verhaftet bei Straßburg / überstellt / Schutzhaft 1937 KZ Dachau, Flossenbürg, ermordet in Majdanek 28.2.1944
- Erwin Geschonneck (1906–2008), Schauspieler
- Ludwig Göhring (1910–1999)
- Martin Grünwiedl (1901–1987), KPD, verlegt ins KZ Buchenwald
- Leonhard Hausmann (1902–1933), KPD-Stadtrat in Augsburg, am 17.05.1933 im KZ Dachau erschossen
- Alois Haxpointner (1893–1979), Mitglied der KPD Burghausen. Inhaftiert von 1935 bis 1945.
- Wilhelm Johann Heisswolf (1906–1945), Nürnberger KPD-Mitglied, inhaftiert von 1933 bis 1943, war laut Willi Eifler, dem Stubenältesten des Zugangsblocks,[7] im Arbeitskommando Küche beschäftigt und besaß dort eine Schlüsselstellung[8]
- Friedrich Jahn (geb. 1876; gest. 12. Februar 1943 im KZ Dachau), wegen kommunistischer Propaganda im September 1933 zu 13 Monaten Gefängnis verurteilt, im Oktober 1942 erneut verhaftet und in das KZ Dachau überstellt[9]
- Franz Karger, österreichischer Antifaschist und Widerstandskämpfer, inhaftiert von 1941 bis 1945 (Gefangenennummer:32298 Block 2/4)
- Otto Kohlhofer, als deutscher Kommunist von 1938 bis 1944 im KZ Dachau
- Yves Lejarre, französischer Widerstandskämpfer und Eisenbahner, am 31. März 1945 in Dachau verstorben[10]
- Viktor Matejka, 1938 inhaftiert, später ins KZ Flossenbürg verlegt
- Adolf Maislinger seit 1942, 1945 befreit
- Kaspar Müller (* in Baudenbach), KPD-Mitglied und Gegner der Nationalsozialisten in Neustadt an der Aisch, seit 1933, 1945 aus Lager Mauthausen befreit
- Oskar Müller, seit 1939, 1945 befreit
- Karl Nolan, im KZ Dachau ermordet (Quelle, Int. Archiv Arolsen)
- Sepp Plieseis, österreichischer Widerstandskämpfer
- Josef Pröll, deutscher Widerstandskämpfer, auch KZ Natzweiler und KZ Buchenwald – dort befreit, (Quelle, Int. Archiv Arolsen)
- Fritz Pröll, deutscher Widerstandskämpfer, anschließend KZ Buchenwald, KZ Natzweiler, KZ Dora; dort Suizid wegen zu erwartender Folter (Quelle, Int. Archiv Arolsen)
- Alois Pröll, nach „Sonderbehandlung“ im KZ Dachau verstorben (Quelle, Int. Archiv Arolsen)
- Josef Römer, Widerstandskämpfer
- Anton Saefkow, Antifaschist und Widerstandskämpfer
- Hans Schaumburg, KPD-Mitglied seit 1921, Schutzhäftling ab 15. Mai 1933 und erneut ab 5. Dezember 1934
- Franz Scheider,  (1913–1944), KPD, ab 1942 zur Strafdivision 999 eingezogen, hingerichtet im Juni 1944
- Adolf Scholze, deutscher Politiker, Gewerkschafter, Staatsfunktionär der DDR, Widerstandskämpfer gegen den Nationalsozialismus
- Johann Sedlmair (1907–1978), kommunistischer Widerstandskämpfer
- Ludwig Soswinski, österreichischer Kommunist und Widerstandskämpfer
- Franz Stenzer (1900 – 22. August 1933). Durch die Reichstagswahl im November 1932 kam er aus dem Wahlkreis 26 (Franken) als Abgeordneter der KPD-Fraktion in den Reichstag. Er ging nach der Machtübernahme in den Untergrund und arbeitete dort politisch weiter. Die Gestapo spürte sein Versteck in München auf; am 30. Mai 1933 verhaftete sie ihn. Nach monatelangen Verhören und Misshandlungen wurde Stenzer bei einem angeblichen Fluchtversuch von einem SS-Scharführer durch einen Genickschuss getötet.
- Franz Xaver Stützinger, (1903–1935), kommunistischer Widerstandskämpfer
- Franz Kempa, (geb. 24. Februar 1903) Mitglied der KPD Beuthen
- Fritz Wandel (1898–1956), Widerstandskämpfer; als Hauptredner einer der Anführer des Mössinger Generalstreiks am 31. Januar 1933; Dachau-Häftling von 1937 bis 1943 (nach einer 4½-jährigen Einzelhaftstrafe), ab 1943 zur Strafdivision 999 eingezogen
- Nikolaos Zachariadis, (KKE-Generalsekretär, seit 1941, 1945 befreit)
- Johannes Zieger genannt Jean Zieger, Antifaschist und Widerstandskämpfer, ab 1943 zur Strafdivision 999 eingezogen

## Schriftsteller, Journalisten und Künstler
- Karl Ackermann, deutscher Journalist, ihm gelang 1937 die Flucht in die Schweiz
- Raoul Auernheimer (österreichischer Journalist, Jurist und Schriftsteller)
- Tadeusz Borowski (polnischer Schriftsteller), nahm sich am 3. Juli 1951 in Warschau das Leben
- Ernst Eisenmayer (österreichischer Maler und Bildhauer)
- Walter Ferber, 1942 entlassen
- Karl Fränkel (österreichischer Maler, Grafiker, Kunsthandwerker und Puppenspieler), 1939 im KZ, anschließend Exil in Großbritannien, 1945 Rückkehr nach Österreich
- Fritz Gerlich (deutscher Journalist, Herausgeber von „Der gerade Weg“), ab 9. März 1933; † 30. Juni 1934 im KZ Dachau
- Fritz Grünbaum (österreichischer Kabarettist, Textdichter, Regisseur), vom 24. Mai 1938 bis 23. September 1938, verlegt ins KZ Buchenwald; † 14. Januar 1941 im KZ Dachau
- Jacques Hannak
- Bruno Heilig
- Heinrich Eduard Jacob (deutsch-amerikanischer Schriftsteller, Journalist), vom 1. April 1938, bis 23. September 1938, verlegt ins KZ Buchenwald
- Rudolf Kalmar junior
- Hermann Langbein
- Fritz Löhner-Beda (österreichischer Librettist, Schlagertexter und Schriftsteller), vom 1. April 1938 bis 23. September 1938; † 4. Dezember 1942 im KZ Auschwitz
- Georg Mannheimer, gest. 22. April 1942 im KZ Dachau
- Heinrich Eduard Miesen (deutscher Journalist und Schriftsteller)
- Friedrich Reck-Malleczewen, deutscher Schriftsteller, † 16./17. Februar im KZ Dachau
- Maximilian Reich, österreichischer Sportjournalist, wurde am 2. April 1938 nach Dachau gebracht, 23. September 1938 in das KZ Buchenwald überstellt, verfasste mit seiner Frau den Bericht Zweier Zeugen Mund
- Emil Alphons Rheinhardt, österreichischer Schriftsteller, ab 5. Juli 1944; † 25. Februar 1945 im KZ Dachau
- Nico Rost (niederländischer Schriftsteller und Journalist)
- Joseph Rovan (französisch-deutscher Journalist und Historiker)
- Alexander Salkind, österreichischer Journalist und Herausgeber, gest. 4. September 1940 im KZ Dachau
- Jura Soyfer (österreichischer Schriftsteller) Mitverfasser des Dachauliedes (mit Herbert Zipper)
- Ubald Tartaruga (bis 1920 Edmund Otto Ehrenfreund, Wiener Kriminalpolizist und Schriftsteller), starb im KZ Dachau
- Julius Zerfaß, 1933–1934, danach Flucht in die Schweiz, Veröffentlichung von Dachau – Eine Chronik unter dem Pseudonym Walter Hornung (1936; mehrfach übersetzt) in Zürich

## Musiker und Komponisten
- Robert Dauber (1922–1945)
- Hermann Leopoldi, Komponist des „Buchenwald-Marsches“
- Hugo Strauss, deutscher Komponist, Pianist und Dirigent, gestorben am 31. März 1944 im KZ Dachau
- Herbert Zipper, österreichischer Komponist, komponierte das Dachaulied

## Résistance-Kämpfer
- Guy-Pierre Gautier (1925–2024)

## Militärs
- Charles Delestraint, französischer General. In Dachau erschossen.
- Pierre Dincq, (* 18. Mai 1899), Ingenieur und Direktor, Arendonk (Belgien), Leutnant der Reserve, politischer Gefangener, Er verstarb am 21. Mai 1945 in Dachau.
- Alexander von Falkenhausen, General der Infanterie
- Franz Halder, Generaloberst
- Noor Inayat Khan, Agentin der britischen Special Operations Executive, ermordet am 13. September 1944
- Max Lavend’Homme (* 14. Mai 1914), Inhaftierung am 24. Februar 1943. Max Lavend’Homme verstarb am 7. Mai 1945, einen Tag vor Kriegsende und neun Tage nach der Befreiung der Lagerinsassen durch die US-Armee. Er war Mitglied der “Armée Secrete”, einer Gruppe der französischen Résistance.
- Enzo Sereni, Fallschirmspringer und Widerstandskämpfer. In Dachau ermordet.

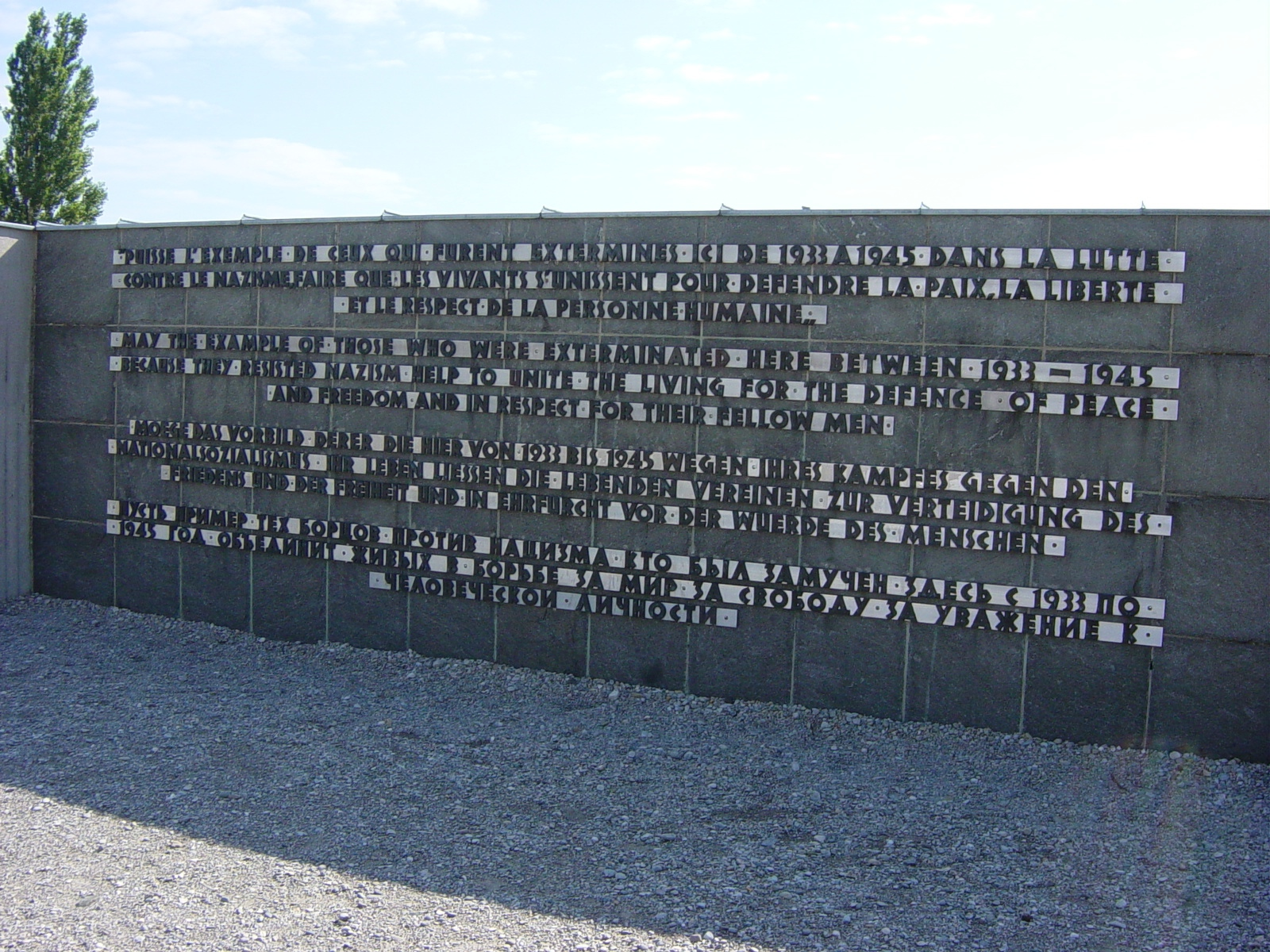
Eine Gedenktafel

## Adel
- Albrecht Herzog von Bayern (1905–1996), Chef des Hauses Wittelsbach
- Maria Herzogin von Bayern, geb. Gräfin Draskovich (1904–1969)
- Franz Herzog von Bayern (* 1933), Chef des Hauses Wittelsbach
- Marie Gabrielle Fürstin Waldburg-Zeil, geb. Prinzessin von Bayern (* 1931)
- Marie Charlotte Fürstin Quadt-Wykradt, geb. Prinzessin von Bayern (* 1931)
- Max Emanuel Herzog in Bayern (* 1935)
- Antonia von Luxemburg, bayerische Kronprinzessin
- Irmingard Prinzessin von Bayern (1923–2010)
- Franz von Bayern (1919–1999), Sohn des Prinzen Georg von Bayern
- Joseph Ferdinand von Österreich-Toskana
- Philipp von Hessen, Enkel der Königin Victoria von Großbritannien
- Maximilian und Ernst von Hohenberg, Söhne des österreichischen Thronfolgers Franz Ferdinand
- Albrecht Graf von Bernstorff (1890–1945), NS-Widerstandskämpfer
- Friedrich Freiherr von Born (1873–1944), Jüdischer Großgrundbesitzer in Oberkrain

## Geistliche
→ Siehe: Pfarrerblock

## Zeugen Jehovas
- Karl-Heinz Kusserow (1917–1946), deutscher Zeuge Jehovas
- Martin Pötzinger (1904–1988), deutscher Zeuge Jehovas, Mitglied deren Leitender Körperschaft
- Narciso Riet (1908–1945), italienischer Zeuge Jehovas

## Sonder- und Sippenhäftlinge
- Georg Elser, Hitler-Attentäter. In Dachau erschossen.
- Reinhard Goerdeler, Sohn von Carl Friedrich Goerdeler
- Hans Litten, Jurist. In Dachau ums Leben gekommen.
- Martin Niemöller, Theologe.
- (Ferdinand Rose) als Kind mit 14 Jahren in Dachau

## Sonstige Häftlinge
- Claus Bastian, der Häftling mit der Nummer 1
- Aloizy Ehrlich (1914–1992), Tischtennisspieler, dreimal Vizeweltmeister im Einzel und Überlebender des KZ Auschwitz
- Karel Feierabend, Vater des tschechoslowakischen Politikers Ladislav Karel Feierabend, war mit 83 Jahren der älteste Häftling
- Hans Hartwimmer, den Kommunisten nahestehendes Mitglied der Münchner Hartwimmer-Olschewski-Widerstandsgruppe
- Walter Kelly (* 1909), deutscher Schutzhäftling mit Arbeitszwang von 1935 bis 1937[11]
- Chris Lebeau, niederländischer Künstler und Anarchist
- Georg Peter Lindner, Maurer in Neustadt an der Aisch, ab 1933
- Heinrich List, deutscher Landwirt, Gerechter unter den Völkern
- Friedrich Müller, Dressler und Messgehilfe in Neustadt an der Aisch, Schutzhäftling ab 1933
- gustaf nagel, Wanderprediger und Exzentriker
- Guido Parteli (1895–1945), italienischer Antifaschist
- Gleb Rahr, exilrussischer Widerstandskämpfer
- Lucy Salani (1924–2023), war während seiner Haft ein homosexueller Mann, lebte erst 40 Jahre später als Frau 'gilt als einzige transgeschlechtliche Person' aus Italien, die die KZ-Haft überlebte, ab 1944
- Hermann Schmidt-Fellner, Unternehmer (Lurgi, Metallgesellschaft, Degussa)
- Franz Thaler (1925–2015), Südtiroler Wehrdienstverweigerer
- Adolf Ziegler, Maler und Präsident der Reichskammer der Bildenden Künste